# Manuel Parera
Manuel Parera Penella (Barcelona, 7 de octubre de 1907-12 de abril de 1975) fue un futbolista español. Jugó cinco temporadas (1928-1933) en el Fútbol Club Barcelona y pasó a la historia del club marcando el primer gol de su equipo en la liga frente al Racing de Santander.
Con el Barcelona jugó 62 partidos de liga, marcando 15 goles y ganando una liga española.
Después de abandonar el Barça fue fichado por el Centre d'Esports Sabadell Futbol Club donde permaneció dos temporadas, jugando solo un partido.
Su hermano menor Ramón Parera también fue jugador del Barcelona.

## Palmarés
| Título | Club                  | Año  |
| ------ | --------------------- | ---- |
| Liga   | Fútbol Club Barcelona | 1929 |

## Equipos
| Club                                  | País   | Año       |
| ------------------------------------- | ------ | --------- |
| Fútbol Club Barcelona                 | España | 1928-1933 |
| Centre d'Esports Sabadell Futbol Club | España | 1934-1936 |